# Ваниш-Алпаутово
Вани́ш-Алпау́тово (рос. Ваныш-Алпаутово, башк. Ваныш-Алпауыт) — присілок у складі Бураєвського району Башкортостану, Росія. Адміністративний центр Ванишівської сільської ради.
Населення — 446 осіб (2010; 483 у 2002).
Національний склад:
- башкири — 96 %